# お台場学園〜文化祭〜
お台場学園○○~文化祭~（おだいばがくえんぶんかさい(※注 ○○には西暦が入る)）は、東京・台場のフジテレビジョン本社屋および周辺地区にて、毎年ゴールデンウィークに開催されていたイベント。2005年から2008年まで4年間にわたって開催された。

## 概要
2005年のゴールデンウィーク（4月下旬～5月上旬）にスタート。ゴールデンウィークにフジテレビが主催するイベントは過去に「国際スポーツフェア」→「LIVE UFO('93~'95)/LIVE WORKS」、「フランスまつり」（1998年）などがあったが、フジテレビにとってはこれが台場移転後初のGW本格イベントとなった。
イベントではフジテレビ本社屋を学校の校舎に見立てて「学園祭」を模し、それぞれを部活動やサークルに見立て、各番組のイベントや企業などのブースが出展されていたほか、番組収録・公開生中継、ライブなどを行っており、期間中は連日盛況を見せた。
入場は他のフジテレビ主催イベント同様もちろん有料だが、このイベントでは「お台場学園入学試験問題」などが販売された。
2009年はフジテレビの広告収入減などの理由により開催されず、結局、お台場学園は事実上4回限りで“閉校”する形となった。
その後、1年おいて、2010年4月29日より5月5日まで、同じフジテレビ本社屋を会場とした食関連イベント「お台場グルメPARK〜GW(ゴールデンウィーク)はGW(グルメウィーク)!!〜」が開催された。なお、2014年より新たなGWイベントとして「春フェス」が開催されており、これが事実上、お台場学園の後継にあたる。

## 開催実績
| 回 | 年     | 開催期間        | 日数 | 来場者数  | 備考                                     |
| -- | ------ | --------------- | ---- | --------- | ---------------------------------------- |
| 1  | 2005年 | 4月29日～5月8日 | 10   | 408,105人 |                                          |
| 2  | 2006年 | 4月29日～5月7日 | 09   |           |                                          |
| 3  | 2007年 | 4月28日～5月6日 | 09   |           |                                          |
| 4  | 2008年 | 4月26日～5月6日 | 11   |           | チーム・マイナス6%がサポーターを務めた。 |

## 主なイベント
（2008年の例）
25階・球体展望室「はちたま」
- ネプリーグ常識漢字研究会
- クイズ研究会「クイズ!ヘキサゴンII」

24階・コリドール
- 映画研究会（2008年は「山のあなた 徳市の恋」）
- 知能開発学部「IQサプリストリート」 - IQサプリラリーなどを実施
- 絵本観賞部「EHON JAPAN」 - 22階フォーラムでも開催（有料）

7階屋上庭園
- 自動車部「NISSAN FEEL THE SEASON春」
- 炭酸愛好会「キリンレモン横丁～星家と隣の駄菓子屋さん～」
- TVコネクションカフェ - 環境情報学部・The Earth Cafe

3～7階・大階段
- おかし愛好会「明治製菓ミルクチョコレート 手作りギフトファクトリー」

3階大階段下
- ワンちゃん大好き部「Cesarフェスティバルプチ★ラグCafé」

1階広場
- お台場学園朝礼台（メインステージ）
- 水質調査倶楽部 - アイロム製薬 水の元素 モバイル H2 チャージャー
- 体育会剛腕部「☆SAPPORO GO-1 GRANDPRIX 2008」
- 観光学部「静岡市遊学案内所」
- ゴルフ部「ヴィクトリアゴルフパーク」
- お台場学園ハワイ校入学案内所「ヴィーナスフォートお台場ハワイ・フェスティバル」
- 美容と健康部「ゼスプリキウイフルーツブース」
- 教育学部「ベネッセブース」
- アイス研究部「森永乳業ブース」
- お台場学園入学試験･合格通知センター

1階オフィスタワーエントランス
- 未来研究部「ロボットアドベンチャー～君もロボットを操縦してみないか～」

1階・シアターモール
- フォトレター同好会「キヤノンエンジョイフォトパーク in ODAIBA」
- 少林拳同好会「少林少女カフェ」（2008年）

1階・マルチシアター（有料）
- お笑いホープ大賞（2008年は「お笑いホープ大賞THE FINAL」として開催。準決勝・決勝はV4スタジオで開催）
- 笑学部
- ラヴシーン＠お台場学園

### サテライトイベント
（2008年の例）
- 科学部「エイリアン展――モシモシ、応答ネガイマス。」（日本科学未来館、2008年3月20日～6月16日）
- お台場ハワイ・フェスティバル（ヴィーナスフォート）
- バスケ部「bjリーグ2007-2008シーズンプレイオフ」（有明コロシアム、2008年5月3日・5月4日）
- ホテル日航東京2階レストラン「マルコポーロ」 - ドッグカフェ（期間限定）

## イメージソング
| 年     | アーティスト         | 曲名                         |
| ------ | -------------------- | ---------------------------- |
| 2005年 | 中ノ森BAND           | 『Whatever』                 |
| 2006年 | AKB48                | 『スカート、ひらり』         |
| 2007年 | Chocolove from AKB48 | 『明日は明日の君が生まれる』 |
| 2008年 | 羞恥心               | 『羞恥心』                   |
| 2008年 | アイドリング!!!      | 『キミがスキ』               |

## イメージキャラクター
- 2006年 - オリエンタルラジオ風紀委員、AKB48（当時のチームA）
- 2007年 - 桜塚やっくん風紀委員長
- 2008年 - 羞恥心、アイドリング!!!